# Lee Fullhart
Lee Fullhart (* 10. Juni 1976) ist ein US-amerikanischer Ringer. Er war Panamerikanischer Meister 2003 im freien Stil im Mittelgewicht.

## Werdegang
Lee Fullhart studierte an der Iowa State University und entwickelte sich dort zu einem hervorragenden Freistilringer. Seine ersten großen Erfolge erzielte er auch als Studentenringer. Von 1996 bis 1999 startete er viermal in Folge bei den so genannten NCAA-Championships (US-amerikanische Studentenmeisterschaft). Es muss in diesem Zusammenhang erwähnt werden, dass das Ringen an den Universitäten in den Vereinigten Staaten das Rückgrat des gesamten Ringersportes ist und fast alle guten Ringer von den Universitäten kommen.
1996 belegte er bei diesen Meisterschaften den 4. Platz, 1997 wurde er dann aber zum ersten und einzigen Male NCAA-Champion. Er siegte dabei vor John Kading und Tim Hartung. 1998 kam er  hinter Tim Hartung und Jasen Robinson auf den 3. Platz und 1999 wurde er hinter Tim Hartung Vize-Meister. Er startete dabei immer im Halbschwergewicht.
Nach seinem Studium ging er nach Stillwater, Oklahoma, und wurde Mitglied des Gator WC (Wrestling Club). Dort wurde er u. a. auch von John Smith (Ringer) trainiert. Ab dem Jahre 2000 startete er bis zum Jahre 2008 dann regelmäßig bei den US-Meisterschaften, bei den jeweiligen Olympia- bzw. Weltmeisterschafts-Ausscheidungen (Trials) und bei vielen internationalen Wettkämpfen, wobei er in das Mittelgewicht abtrainierte. Er stand freilich zu Beginn seiner internationalen Ringerkarriere im Schatten von Cael Sanderson, dem Olympiasieger von 2004 und ab 2005 von Muhammed Lawal, Joe E. Williams und Andy Hrovat. 
Im Jahre 2000 belegte er beim renommierten "Dave-Schultz"-Memorial in Colorado Springs den 2. Platz hinter Saschid Saschidow aus Russland, aber vor seinen Landsleuten Charles Burton und Brandon Eggum.
2002 verfehlte er nach einem 3. Platz bei der USA-Meisterschaft nur knapp die Qualifikation für die Weltmeisterschaft in Teheran. Dem damaligen Modus nach, hatten Cael Sanderson und Lee Fullhart bei den WM-Trials dreimal gegeneinander anzutreten. Cael Sanderson gewann dieses Duell knapp mit 2:1 Siegen. 2003 landete Lee Fullhart dann den größten internationalen Erfolg seiner Laufbahn. Er wurde in Guatemala-Stadt panamerikanischer Meister im Mittelgewicht vor Yosmany Romero aus Kuba und Nicholas Ugoalah aus Kanada.
2004 schaffte Lee Fullhart eine kleine Sensation, als er den Vize-Weltmeister von 2003 Cael Sanderson bei der US-amerikanischen Meisterschaft mit 5:2 techn. Punkten besiegte und US-amerikanischer Meister wurde. Bei den sich anschließenden Olympia-Trials unterlag er aber Sanderson wieder knapp mit 1:2 Siegen. Zu den Olympischen Spielen in Athen wurde deswegen Cael Sanderson entsandt, der dort auch Olympiasieger wurde. 
In den folgenden Jahren bis 2005 platzierte sich Lee Fullhart bei den US-amerikanischen Meisterschaften immer im Vorderfeld, schaffte aber bei mehreren WM-Trials nie den Sprung zu einer Weltmeisterschaft. Im Jahre 2008 versuchte er noch einmal sich für die Olympischen Spiele in Peking zu qualifizieren, schied dort aber schon in der Qualifikationsrunde frühzeitig aus. 
Ab 2007 übt Lee Fullhart, der mit einer Gewichtheberin, Doreen Fullhart, verheiratet ist, ein Traineramt in Virginia aus und wohnt in Christiansburg (Virginia).

## Internationale Erfolge
| Jahr | Platz | Wettbewerb                                        | Gewichtsklasse | |
| 2000 | 2.    | "Dave-Schultz"-Memorial in Colorado Springs       | Mittel         | hinter Saschid Saschidow, Russland, vor Charles Burton u. Brandon Eggum, bde. USA                                                               |
| 2001 | 1.    | Manitoba Open                                     | Mittel         | vor Mark Defresne, USA u. Ryan Andrusky, Kanada                                                                                                 |
| 2001 | 2.    | "Takhty"-Cup in Maschhad/Iran                     | Mittel         | hinter Quanbari u. vor Shekosteh u. Pejman Dorostkar, alle Iran                                                                                 |
| 2001 | 1.    | "Dan-Gable"-Classics in Cedar Rapids              | Mittel         | vor Aslan Sanakejew, Usbekistan |
| 2002 | 5.    | "Iwan-Yarigin"-Memorial in Krasnojarsk            | Mittel         | hinter Saschid Saschidow, Chadschimurad Gazalow, Chadschimurad Magomedow, alle Russland                                                         |
| 2003 | 2.    | "Cerro Pelado"-Turnier in Matanzas/Kuba           | Mittel         | hinter Yoel Romero, vor Roilandi Zuniga Herrera, bde. Kuba u. André Backhaus, Deutschland                                                       |
| 2003 | 1.    | Panamerikanische Meisterschaft in Guatemala-Stadt | Mittel         | vor Yosmany Romero, Kuba, Nicholas Ugoalah, Kanada u. Delio Mosquero, Kolumbien                                                                 |
| 2003 | 1.    | Sunkist-Kids-Open in Tempe (Arizona)              | Mittel         | vor Nicholas Ugoalah u. Muhammed Lawal, USA |
| 2003 | 3.    | "Henry-Dehlane"-Memorial in Nizza                 | Mittel         | hinter Chadschimurad Magomedow u. Jussuf Abdussalomow, Tadschikistan, vor Simon Garcia, Spanien                                                 |
| 2003 | 1.    | New York AC-Open                                  | Mittel         | vor Randy Pugh, Nick Preston u. Tony Gansen, alle USA                                                                                           |
| 2004 | 1.    | "Dave-Schultz"-Memorial in Colorado Springs       | Mittel         | vor Brandon Eggum, Muhammed Lawal u. Nick Preston, alle USA                                                                                     |
| 2004 | 1.    | Sunkist-Kids-Open in Tempe (Arizona)              | Mittel         | vor Clint Wattenberg u. Gary Jones, bde. USA |
| 2005 | 3.    | "Iwan-Yarigin"-Memorial in Krasnojarsk            | Mittel         | hinter Naurus Srapilewitsch Temresow u. Wadim Lalijew, gemeinsam mit Georgi Ketojew u. vor Witali Kudriawzew u. Soslan Gatschiew, alle Russland |
| 2005 | 5.    | "Cerro Pelado"-Turnier in Matanzas                | Mittel         | hinter Yoel Romero, Roilandis Zuniga Herrera, Georgi Ketojew u. Travis Cross, Kanada                                                            |
| 2005 | 5.    | Welt-Cup in Taschkent                             | Mittel         | hinter Yoel Romero, Georgi Ketojew Ghanbaripisar, Iran u. Alik Musajew, Ukraine                                                                 |
| 2007 | 2.    | "Dave-Schultz"-Memorial in Colorado Springs       | Mittel         | hinter Clint Wattenberg, vor Ying Yang, China                                                                                                   |
| 2007 | 3.    | "Takhty"-Cup in Teheran                           | Mittel         | hinter M. Mansouri u. H. Tatari, gemeinsam mit Majid Khodaee, alle Iran                                                                         |
| 2007 | 3.    | Hargobindd-Turnier in Surrey/Kanada               | Mittel         | hinter Jake Herbert u. BJ. Padden, beide USA, vor Danny Einhorn, Kanada                                                                         |

Anm.: alle Wettbewerbe im freien Stil, Mittelgewicht, bis 2001 bi 85 kg, ab 2002 bis 84 kg Körpergewicht

## Nationale Erfolge
| Jahr | Platz | Wettbewerb         | Gewichtsklasse |                                                                   |
| 1996 | 4.    | NCAA-Championships | Halbschwer     | hinter John Kading, Pashal Durn u. Ryan Tobin                     |
| 1997 | 1.    | NCAA-Championships | Halbschwer     | vor John Kading u. Tim Hartung                                    |
| 1998 | 3.    | NCAA-Championships | Halbschwer     | hinter Tim Hartung u. Jason Robinson                              |
| 1999 | 2.    | NCAA-Championships | Halbschwer     | hinter Tim Hartung, vor Nick Musaschwili                          |
| 2000 | 3.    | USA-Meisterschaft  | Mittel         | hinter Ray Brinzen u. Cael Sanderson                              |
| 2001 | 3.    | USA-Meisterschaft  | Mittel         | hinter Cael Sanderson u. Charles Burton, vor Brandon Eggum        |
| 2001 | 3.    | WM-Trials          | Mittel         | hinter Brandon Eggum u. Aaron Simpson, vor Charles Burton         |
| 2002 | 2.    | USA-Meisterschaft  | Mittel         | hinter Cael Sanderson, vor Randy Pugh u. Charles Burton           |
| 2002 | 2.    | WM-Trials          | Mittel         | hinter Cael Sanderson                                             |
| 2003 | 2.    | USA-Meisterschaft  | Mittel         | hinter Cael Sanderson, vor Brandon Eggum                          |
| 2003 | 2.    | WM-Trials          | Mittel         | hinter Cael Sanderson, vor Brandon Eggum                          |
| 2004 | 1.    | USA-Meisterschaft  | Mittel         | vor Cael Sanderson, Muhammed Lawal, Nick Preston u. Brandon Eggum |
| 2004 | 2.    | Olympia-Trials     | Mittel         | hinter Cael Sanderson                                             |
| 2005 | 2.    | USA-Meisterschaft  | Mittel         | hinter Muhammed Lawal, vor Tyler Nixr u.Clint Wattenberg          |
| 2005 | 2.    | WM-Trials          | Mittel         | hinter Muhammed Lawal                                             |
| 2006 | 2.    | USA-Meisterschaft  | Mittel         | hinter Muhammed Lawal, vor Clint Wattenberg u. Travis Pascoe      |
| 2007 | 2.    | USA-Meisterschaft  | Mittel         | hinter Joe E. Williams, vor Andy Hrovat u. Chris Pendleton        |